# خوسيه أندريس بلانكو سانشيز
خوسيه أندريس بلانكو سانشيز (بالإسبانية: José Blanco)‏ هو دراج إسباني، ولد في 13 أبريل 1958.

## روابط خارجية
- خوسيه أندريس بلانكو سانشيز على موقع إحصائيات الدراجات الإحترافية (الإنجليزية)
- خوسيه أندريس بلانكو سانشيز على موقع Paralympic.org (الإنجليزية)
- خوسيه أندريس بلانكو سانشيز على موقع اللجنة البارالمبية الإسبانية (الإسبانية)